# Wiśniew (gmina)
Pour les articles homonymes, voir Wiśniew.
Wiśniew est une gmina rurale (gmina wiejska) de la powiat de Siedlce, dans la Voïvodie de Mazovie, dans le centre-est de la Pologne.
Son siège administratif (chef-lieu) est le village de Wiśniew, qui se trouve à 11 kilomètres au sud de Siedlce (siège de la powiat) et à 90 kilomètres à l'est de Varsovie (Capitale de la Pologne).
La gmina couvre une superficie de 125,87 km2 pour une population de 5 922 habitants en 2006.

## Géographie
La gmina inclut les villages et localités de :

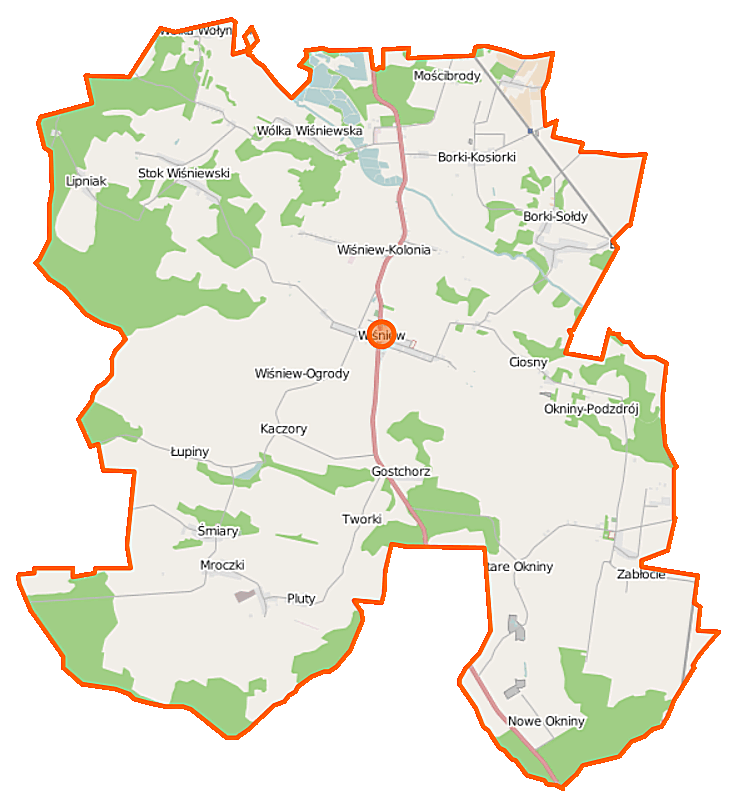
Plan de la gmina

- Borki-Kosiorki
- Borki-Paduchy
- Borki-Sołdy
- Ciosny
- Daćbogi
- Gostchorz
- Helenów
- Kaczory
- Lipniak
- Łupiny
- Mościbrody
- Mościbrody-Kolonia
- Mroczki
- Myrcha
- Nowe Okniny
- Okniny-Podzdrój
- Pluty
- Radomyśl
- Śmiary
- Stare Okniny
- Stok Wiśniewski
- Tworki
- Wiśniew
- Wiśniew-Kolonia
- Wólka Wiśniewska
- Wólka Wołyniecka
- Zabłocie

### Gminy voisines
La gmina de Wiśniew est voisine des gminy suivantes :
- Domanice
- Łuków
- Siedlce
- Skórzec
- Zbuczyn

## Structure du terrain
D'après les données de 2002, la superficie de la commune de Wiśniew est de 125,87 km2, répartis comme telle :
- terres agricoles : 72 %
- forêts : 21 %

La commune représente 7,85 % de la superficie du powiat.

## Démographie
Données du 30 juin 2004 :
| Description        | Total  | Total | Femmes | Femmes | Hommes | Hommes |
| ------------------ | ------ | ----- | ------ | ------ | ------ | ------ |
| Unité              | Nombre | %     | Nombre | %      | Nombre | %      |
| Population         | 5 907  | 100   | 2 951  | 50     | 2 956  | 50     |
| Densité (hab./km²) | 46,9   | 46,9  | 23,4   | 23,4   | 23,5   | 23,5   |